# Zapadno bojište (Drugi svjetski rat)
Zapadno bojište tijekom Drugog svjetskog rata naziv je za sukobe koji su se vodili u zapadnoj Europi, na području današnje Danske, Norveške, Luksemburga, Belgije, Nizozemske, Ujedinjenog Kraljevstva, Francuske i Njemačke. Zapadno bojište može se podijeliti u dvije faze velikih ratnih operacija. U prvoj fazi dogodile su se kapitulacije Nizozemske, Belgije i Francuske tijekom svibnja i lipnja 1940. te se vodila borba u zračnom ratu između Njemačke i Ujedinjenog Kraljevstva tijekom Bitke za Britaniju. Time se dogodila okupacija većeg dijela zapadne i sjeverne Europe od strane trupa Sila Osovine te kraj francuske Treće republike i nastanak Višijevske Francuske. Drugu fazu karakterizirale su velike kopnene bitke, koje su započele u lipnju 1944. savezničkim iskrcavanjem u Normandiji i nastavile se do poraza Njemačke u svibnju 1945. Nakon oslobađanja okupiranih zemalja zapadne i sjeverne Europe dogodio se početak Željezne zavjese i Hladni rat.
Iako se većina njemačkih vojnih gubitaka dogodila na istočnom bojištu, njemački gubici na zapadnom bojištu također su bili gotovo nepopravljivi, jer je većina njemačkih resursa već bila smještena na istočnom bojištu. To je značilo da, iako su se gubici mogli donekle nadoknaditi, vrlo je malo pojačanja poslano na zapad kako bi se spriječilo napredovanje zapadnih saveznika. Iskrcavanje u Normandiji bilo je veliki psihološki udarac njemačkoj vojsci i njenim vođama, koji su se bojali ponavljanja Prvog svjetskog rata kada je Njemačka bila prisiljena voditi rat na dva bojišta.